# Grève de Draveil-Villeneuve-Saint-Georges

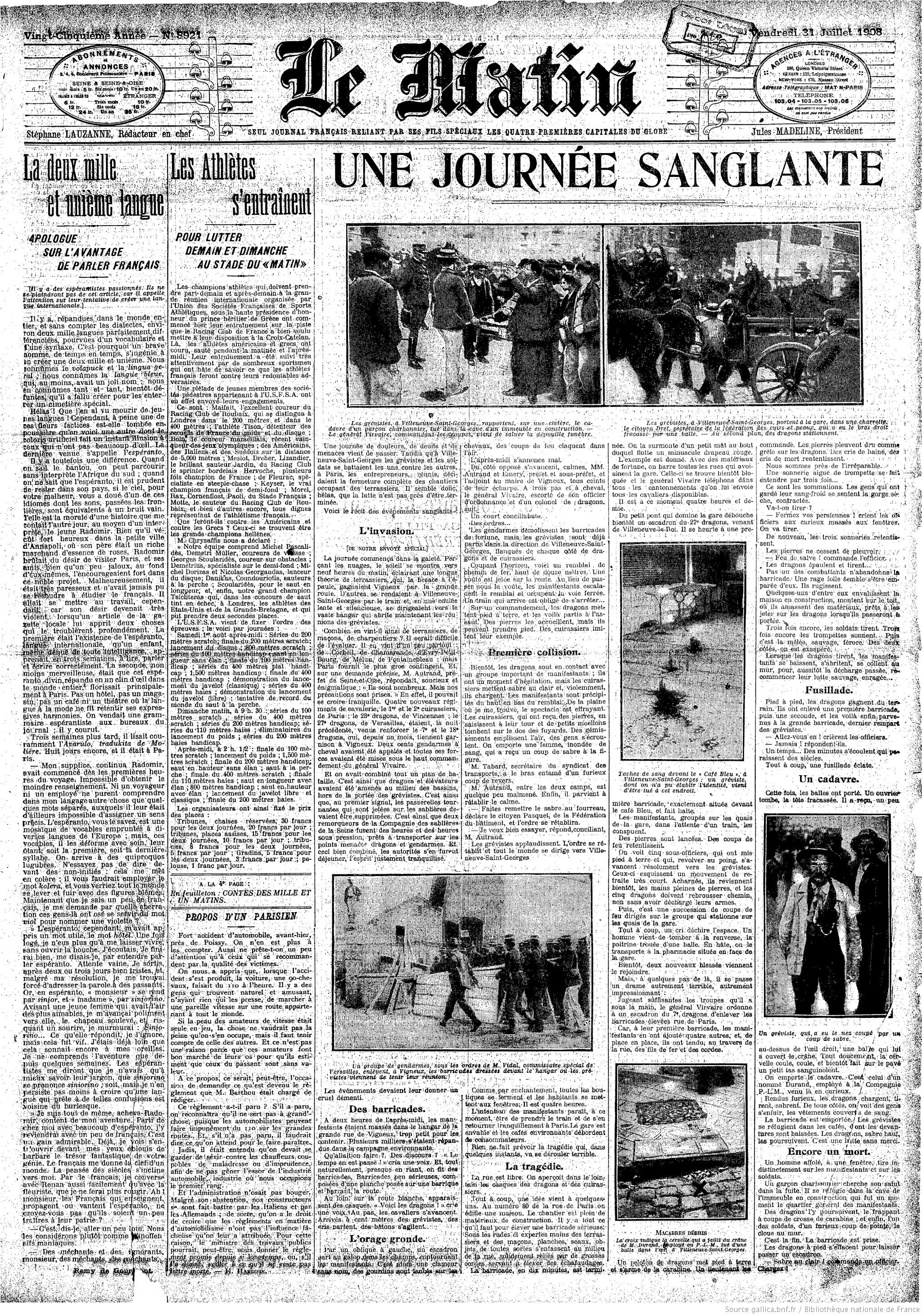
Une journée sanglante, titre Le Matin du 31 juillet 1908 : On emporte une femme, inondée de sang, qui a reçu un coup de sabre à la figure.

La grève de Draveil et de Villeneuve-Saint-Georges, dans le département de Seine-et-Oise, commence le 2 mai 1908, sous le cabinet Clemenceau. Plusieurs grévistes sont tués pendant les manifestations qui se déroulent jusqu'au 30 juillet 1908 (deux le 2 juin 1908 et quatre le 30 juillet), suscitant de vives critiques du cabinet Clemenceau par les socialistes.
Le « premier flic de France » fait arrêter 31 dirigeants de la Confédération générale du travail (CGT) après les manifestations du 30, dont notamment le secrétaire général Victor Griffuelhes, le rédacteur en chef de La Voix du Peuple Émile Pouget, le secrétaire de la Fédération des Bourses du travail Georges Yvetot, le secrétaire de la fédération des Cuirs et Peaux Henri Dret qui est amputé d'un bras. Pierre Monatte, responsable de l'imprimerie, s'exile quant à lui en Suisse. La CGT est ainsi décapitée et les réformistes prennent le dessus peu après, en s'appuyant notamment sur l'adhésion de la Fédération des mineurs. Achevée en août 1908 sans que les ouvriers n'obtiennent la reconnaissance de leur syndicat, la grève marque ainsi un tournant dans l'histoire de la CGT, qui abandonne peu après l'orientation syndicaliste révolutionnaire. Des troubles continuent à agiter le secteur jusqu'en janvier 1909, la Chambre des députés votant en février l'amnistie de tous les faits survenus.
En 1911, à la suite d'un article de La Guerre sociale relatant les aveux d'un agent provocateur, un débat est levé à la Chambre des députés sur cette affaire, concernant notamment d'éventuelles manipulations de Clemenceau ou de son directeur de la Sûreté générale, Célestin Hennion, afin de légitimer la répression de la CGT. « Le Tigre » gagne ainsi un nouveau surnom, l'« Empereur des mouchards ». Quel que soit le rôle exact du dénommé Luc Métivier, il n'en demeure pas moins qu'il ne peut, à lui seul, orienter le cours général des événements, qui marquent durablement l'histoire du mouvement ouvrier français.

## Toile de fond

### Contexte politique et social
Président du Conseil le plus à gauche qu'avait connu jusqu'alors la IIIe République, et « premier flic de France », Georges Clemenceau est confronté à d'importantes grèves (1906 bat des records). En 1907, la révolte des vignerons du Languedoc avait pris une tournure insurrectionnelle: cinq manifestants avaient été tués 
En juillet 1907, deux grévistes sont tués à Raon-l'Étape .
Par ailleurs, la SFIO, fondée en 1905, revendiquait une posture révolutionnaire, et malgré un début conciliant de Jaurès, avait fini par s'opposer à Clemenceau à la suite des grèves. Du côté syndical, la CGT, syndicaliste révolutionnaire, avait établi son indépendance à l'égard des partis politiques par la Charte d'Amiens (1906).

### Carrières de Draveil et conditions de travail
La géologie particulière du terrain de Draveil, Villeneuve-Saint-Georges et Vigneux, avait permis la constitution d'une importante industrie d'extraction de sable (carrières, etc.) depuis 1865, soit la fin du Second Empire.. Une trentaine de « maisons » se partageaient ce travail, dont notamment les frères Piketty, Morillon et Corvol, Lavollay, Charvet. Emmené en péniche à Paris, le sable sert aux différents travaux d'aménagement, et notamment à la construction du métro. Au retour, les péniches ramènent le remblai des galeries du métro pour reboucher les galeries, sur lesquelles ont été construites une bonne partie de Vigneux.
On y travaille dans l'eau, au moins 12 heures par jour, sept jours sur sept, pour un salaire horaire de cinquante centimes. 600 à 800 personnes, émigrées des provinces pauvres de la France ou encore d'Italie, sont ainsi installées dans les environs pour travailler dans ce secteur. À l'initiative de Paul Lafargue, gendre de Marx qui habitait à Draveil, une section locale de la SFIO avait été fondée sur place en 1906, alors que Clemenceau était nommé ministre de l'Intérieur du gouvernement Sarrien puis président du Conseil.

## Début de la grève

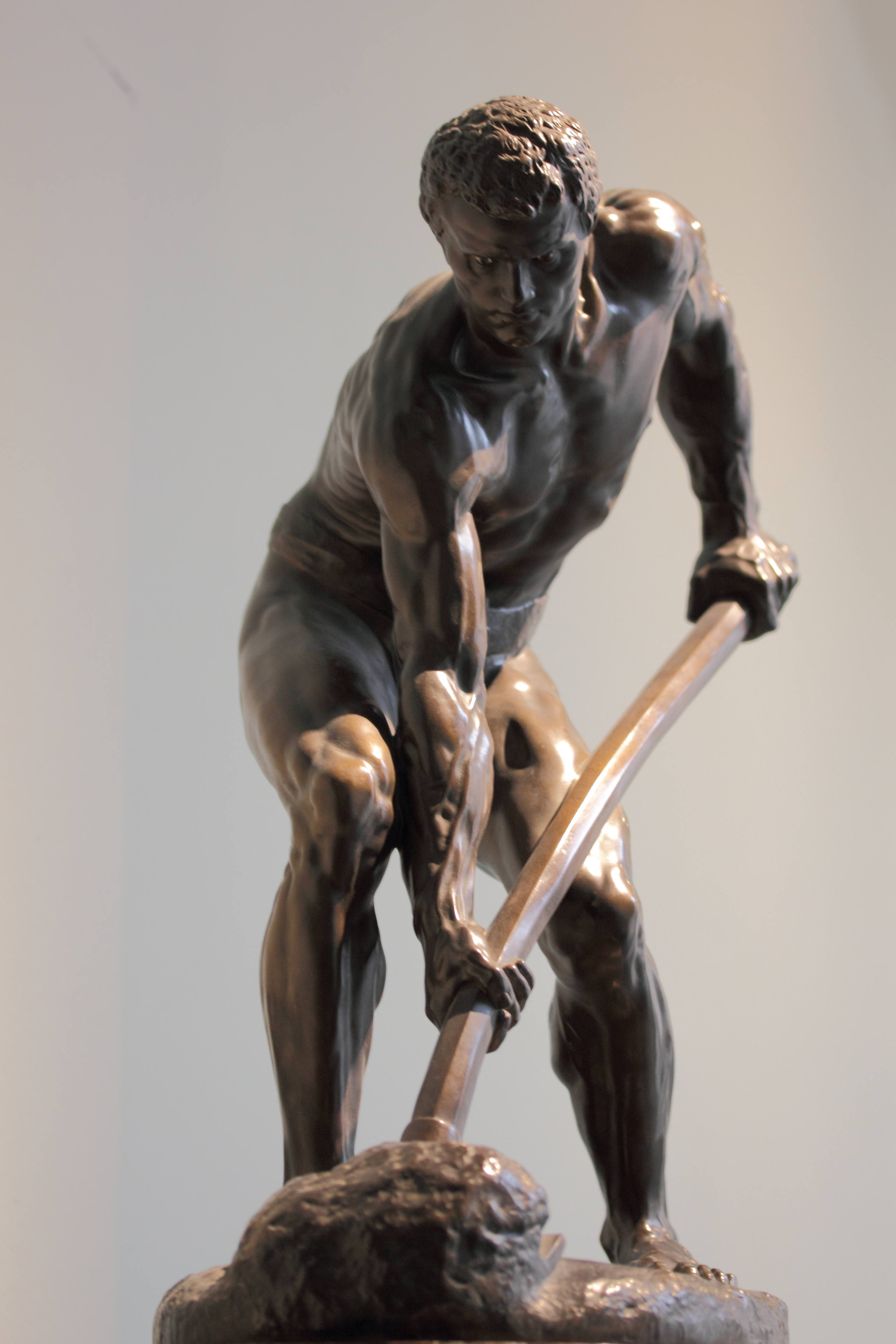
le Terrassier, Alfred Boucher, musée des beaux-arts de Rennes

Les carriers des sablières de Draveil lancent une grève en juillet 1907. Ayant obtenu une augmentation de salaire de 50 centimes l'heure, ils exigent un contrat de garantie pour tous les chantiers . , et relancent la grève à Vigneux le 18 novembre 1907 . Avec les travaux sur le métro de Paris, les entreprises sont alors largement bénéficiaires .
À l'issue de cette courte grève (quatre jours ), ils constituent le syndicat des carriers-puisatiers-mineurs de Chevreuse . Le syndicat des terrassiers est dirigé par Jacques Ribault, un modéré décrit par Le Temps comme « calme, réfléchi, intelligent »,. Le lendemain du 1er mai 1908, la grève redémarre, les débardeurs de sable accompagnant les carriers . Ils réclament une augmentation de salaire de 20 centimes de l'heure (salaire total de 70 centimes de l'heure), la suppression du travail à la tâche, la reconnaissance du syndicat, la suppression des débits de boisson tenus par les contremaîtres, et enfin la journée de 10 heures et le repos hebdomadaire, cette dernière mesure étant un droit acquis par la loi votée sous le cabinet Sarrien. Le syndicat parisien des terrassiers les suit.
En face, les 26 compagnies se coordonnent pour former la Société des Carrières de la Seine  et refusent toute négociation en signant un pacte le 18 mai ,. Ils emploient en outre des « renards » pour casser la grève. À partir du 23 mai, les grévistes organisent la « chasse aux renards » afin d'empêcher que la grève ne se brise .
Le 28 mai 1908, quatre « renards » sont pris à partie puis libérés par les gendarmes de Draveil-Vigneux . Le sous-préfet de Corbeil a dû toutefois intervenir . Surtout, deux grévistes ont été tués . 
Le socialiste Édouard Vaillant accuse la « politique du gouvernement » d'être « responsable du meurtre ». Clemenceau rétorque « la Chambre (…) dira si elle veut faire avec nous l'ordre légal pour les réformes contre la révolution. » Hormis les socialistes, la majorité le soutient .

## Fusillade du 2 juin

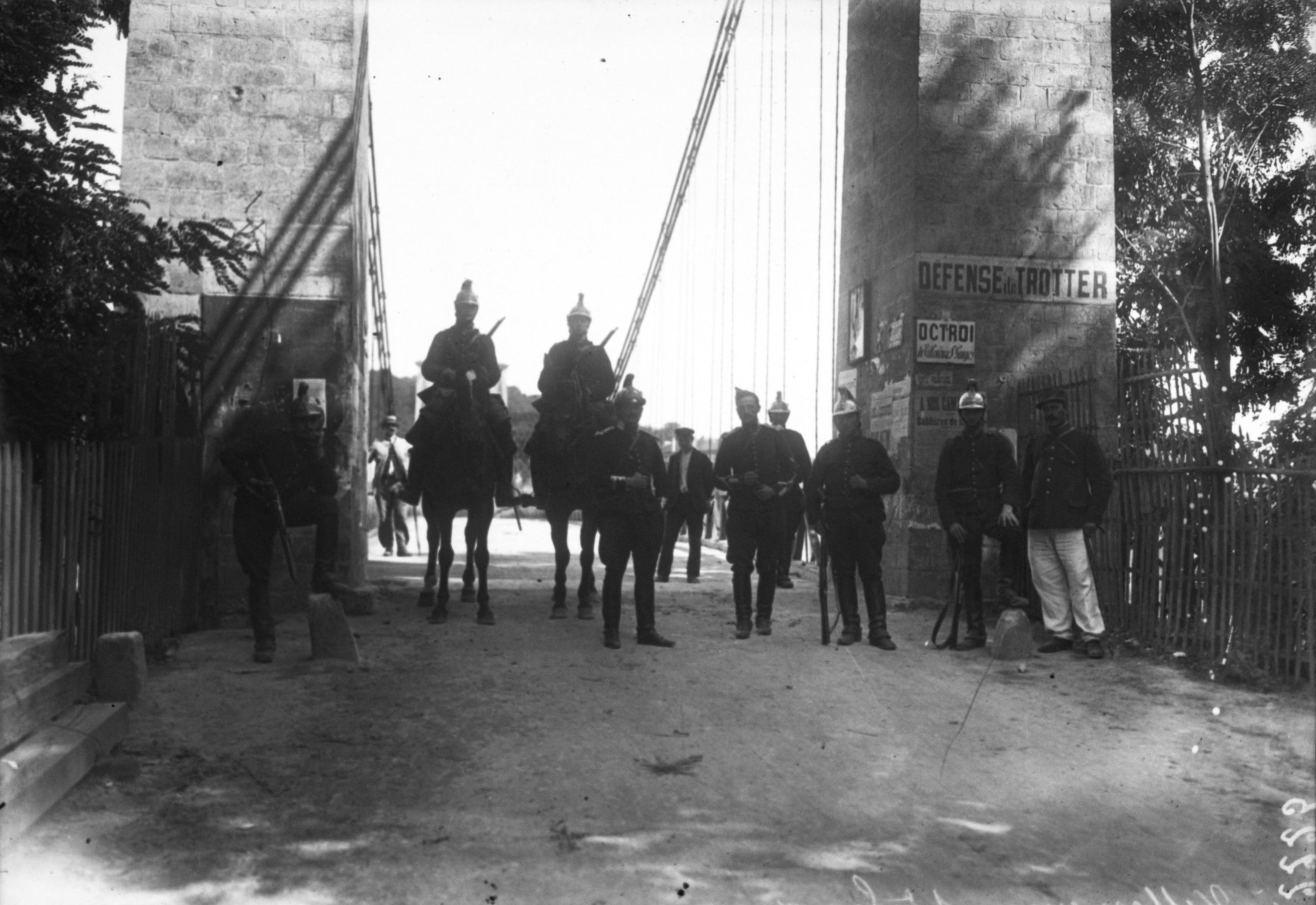
Dragons montant la garde à Draveil en 1908.

Le conflit redémarre le 2 juin 1908. Des gendarmes accompagnant des tombereaux de sable à Montgeron sont attaqués par des grévistes armés de gourdins . Dans l'après-midi, un gendarme reconnaît son agresseur et le poursuit : deux grévistes sont ainsi tués à Vigneux (Pierre Le Foll, 48 ans, tué d’une balle en plein cœur, et Émile Giobellina, 17 ans) et une dizaine d'autres blessés. 
C'est la violence policière la plus grave depuis le début de la IIIe République, dans la mesure où les gendarmes ont tiré à bout portant dans la salle de permanence des syndicalistes non armés  - cela fut confirmé par l'enquête officielle , dans laquelle étaient présents femmes et enfants . Le Petit Parisien écrit: « L'enquête judiciaire semble établir que les gendarmes perdirent la tête. »
Au lendemain de la fusillade, alors que le secrétaire général de la CGT, Victor Griffuelhes, prône l'apaisement relatif, Gustave Hervé, le rédacteur de La Guerre sociale, s'indigne salle Ranque, QG des grévistes à Vigneux, que « dans cette foule de plusieurs centaines de grévistes, pas un revolver ! ». 
Le 4 juin, alors que les cendres de Zola sont transférées au Panthéon, Le Foll est enterré à Villeneuve-le-Roi en présence de 10 à 15 000 personnes . Le sous-préfet de Corbeil, Emery, se fait arracher son écharpe devant la maison Morillon-Corvol, tandis qu'un gendarme est légèrement blessé . Le lendemain, 5 000 personnes assistent aux funérailles, paisibles, de Giobellina à Villeneuve-Saint-Georges . Des incidents éclatent cependant un peu plus tard à Vigneux . Le 6 juin, Paul Lafargue écrit dans L'Humanité:
« Il fallait donc briser cette grève pacifique par un coup de force. Le Sous-Préfet machina l'affaire, chauffa les gendarmes, qu'il avait trouvés trop mous, trop conciliants et les lança. C'est lui l'organisateur du meurtre, avec la complicité des autres autorités et magistrats de la région. Ils obéissaient aux ordres des patrons de toute industrie qui, à Corbeil, à Essonnes et aux alentours nourrissent une haine féroce contre les ouvriers qui les enrichissent et qu'ils exploitent sauvagement. »
Dès le 11 juin, le cabinet Clemenceau est interpellé par le député radical et élu de Corbeil Dalimier , qui soutient le « Tigre » mais est convaincu de la culpabilité des gendarmes. Clemenceau parle d'« affreuse tragédie » et évoque une bavure . Il se désolidarise complètement du Maréchal des Logis Turc, qui, au lieu de suivre la procédure légale, a décidé de poursuivre les syndicalistes hors du cadre du flagrant délit : 
« le devoir du gendarme était de dresser une contravention qu'il aurait transmise au parquet (…) plus tard on l'aurait appréhendé. Mais, quant à se lancer avec douze gendarmes contre cents hommes (…) qui étaient couchés et qui ne se livraient à aucune provocation, à aucune manifestation quelconque, c'est un acte que, pour ma part, je ne puis pas admettre. »
Il reconnaît également la légitimité de la grève mais seulement jusqu'au 23 mai: en effet, il est profondément hostile à l'hostilité des grévistes contre les briseurs de grève, cela au nom de la « liberté de travail ». Enfin, il annonce la mise en place d'un Conseil militaire d'enquête, qui innocentera les gendarmes. Ceux-ci seront inculpés par la justice civile, mais acquittés . « Le Tigre » obtient la confiance de la Chambre par 407 voix contre 59. 
Des meetings ouvriers sont tenus à Paris et à Draveil-Villeneuve-Saint-Georges , tandis que dès le 8 juin, plus de 150 gendarmes patrouillent à Draveil, dont 50 à cheval, 3 escadrons du 23e dragons, le 27e régiment de dragons au complet, quelques hommes du 1er et du 2e cuirassiers et du 2e Cuirassiers, et une centaine de Zouaves.

## La grève continue
Le 20 juin, un accord est trouvé, mais seule la maison Pers l'applique . Les terrassiers et débardeurs de cette firme obtiennent donc gain de cause (leur syndicat, notamment, est reconnu par la firme), et reprennent le travail le 22 juin 1908. Ils restent toutefois solidaires des autres grévistes, en particulier de ceux des maisons Morillon et Corvol, associées dans la Compagnie des sablières. Ainsi, ils prélèvent chaque jour vingt sous (un franc) de leurs salaires pour alimenter la caisse du comité de grève - ce prélèvement est effectué à la source, par la maison Pers elle-même qui transfère ensuite les fonds au comité . Le préfet de Seine-et-Oise, Autrand, a interdit « rassemblements » et « manifestations en plein air ».
Selon L'Humanité, la population locale est plutôt favorable à la grève. Le quotidien de Jaurès cite ainsi un « honorable conseiller municipal », « trop vieux » pour devenir socialiste et naguère patron, pour qui « ces patrons-là, c'est de la mauvaise graine qui ne vaut pas, sauf votre respect, un pet de lapin. » 
Le comité de grève met en place des « soupes communistes », distribue chaussures, etc. L'Humanité (23 juin 1908 - la veille, un coup de grisou avait fait 8 morts près de Saint-Étienne  tandis qu'une grève revendiquant le droit de se syndiquer agitait la papeterie de Ballancourt) décrit ainsi la lutte:
Carte postale d'un militaire du 18e dragons (orthographe conservée telle quelle).
Cher copin

Je t'envoie ces deux mots pour te donner de mes nouvelles. En ce moment je suis au grève des terrassiers a Villeneuvesaint-Georges pas loin de Paris tu parle si c'est moche ont y es depuis le 7 juillet et ont ne sait quand sa sera fini, ca commence à la Pentecôte tu parle d'une bande d'apache ils arrêtent les autos ils les casse c'est malheureux de voir ça et bien des choses comme ça ils veulent empêcher les ouvriers de travailler.

Ont est camper dans l'école, les hommes couchent sur une botte de paille et les chevaux dehors. Tu parle si sait dure ont ne peut pas se déshabiller car à chaque moment ils faut monter a cheval la nuit comme le jour, moi ca va j'ai encore monter qu'une fois a cheval je fais le fourbit au Lieutenant et quand une sont partis je fais des heures.

On peut sortir de 7 heures à 9 heures du soir. la ville est très gentil il y a de belles poules et pas fière.

Je ne vois plus rien à te dire je suis toujours en bonne santé j'espère que tu es de même.
Ton copin Gustave encore quatre cent trente quatre et la fuite. Bonjour a Julia et chez vous.
« Les soupes communistes de Villeneuve-Triage et de Vigneux sont toujours abondamment alimentées. C'est dans cette dernière localité que se trouve le centre de distribution [à l'actuelle Auberge Fleurie ]. Comme la grève s'étend sur un espace de 15 kilomètres, il y a des grévistes qui font 4 voyages par jour pour aller chercher leur nourriture et celle de leur famille. Il en est qui ont le soir, comme on dit communément, 25 à 30 kilomètres dans les jambes…

La dépense pour chaque repas - plat de haricots le matin, soupe et bœuf le soir, pain à discrétion - est de 35 à 40 centimes…

M. Morillon serait d'ailleurs horripilé par le pan de toile rouge qui flotte au sommet d'une longue perche, au-dessus des convives. Et il serait capable de crever de rage en apprenant que l'argent afflue toujours pour nourrir 700 bouches qui ne crieront pas famine…

Une poignée de jaunes continue à travailler à Vigneux, pour le compte de la Société des Sablières, sur l'élévateur qui décharge les terres apportées par les péniches venant de Paris. Ces ouvriers inexpérimentés, à grand'peine, déchargent un bateau par jour. C'est pour protéger ce travail infime que gendarmes et dragons ont été mobilisés…

Des indemnités en argent et des indemnités en chaussures ont été versées par le comité de la grève à chaque gréviste… »
Le 27 juillet, cinq syndicalistes sont arrêtés, dont Edouard Ricordeau (terrassier parisien et anarchiste; il avait déjà été arrêté le 21 juin puis « curieusement relâché » ) et Luc Métivier (Syndicat des Biscuits) arrêtés pour « incitation de militaires à la désobéissance ». Ce dernier avait crié Vive le 17e de ligne! en allusion à la mutinerie de Béziers en 1907 . L'Humanité remarque: 
« Ce cri-là avait été poussé des centaines de fois sans provoquer la moindre mesure de répression. Comme celui qui l'a jeté était seul, plusieurs gendarmes se sont jetés sur lui et l'ont arrêté. »
La Fédération du bâtiment décide alors de lancer un appel à la grève générale de 24 heures, malgré la réticence du comité de la Confédération générale du travail ,. Des manifestations sont ainsi prévues à Vigneux et Villeneuve-Saint-Georges le 30 juillet.

## La «journée sanglante» du 30 juillet 1908
Le 30, des terrassiers, des maçons, des charpentiers viennent d'un peu partout, « de Corbeil, de Chamarande, d'Évry-Petit-Bourg, de Melun, de Fontainebleau ; mais Paris fournit le plus gros contingent. » Le Matin (31 juillet 1908), qui décrit un début de manifestation pacifique et joyeuse, continue à décrire la scène :
« Quatre nouveaux régiments de cavalerie, le 1er et le 2e cuirassiers, de Paris; le 23e dragons, de Vincennes; le 27e dragons, de Versailles, étaient venus la nuit précédente renforcer le 7e et le 18e dragons qui, depuis un mois, tiennent garnison à Vigneux. Deux cents gendarmes à pied avaient été appelés et toutes ces forces avaient été mises sous le haut commandement du général Vivaire.(…) les deux remorqueurs de la Compagnie des sablières de la Seine furent des heures et des heures sous pression, prêts à transporter sur les points menacés dragons et gendarmes. »
Trois à quatre cents manifestants, certains armés de gourdins voire de pistolets, se heurtent violemment aux 5 régiments de dragons. Quatre grévistes sont tués, plus de 200 blessés, et 69 blessés du côté des forces de l'ordre ,,, (dont 5 par balles ). « On emporte le cadavre. C'est celui d'un nommé Durant, employé à la Compagnie P.-L.M., venu là en curieux », écrit Le Matin. L'historien Jacques Macé, lui, identifie comme victimes « Marcel Marchand, typographe à l'imprimerie Coopérative de Villeneuve-Saint-Georges, Paul Louvet, 18 ans, ouvrier charbonnier à Villeneuve-Saint-Georges, Édouard Leblond, terrassier à Palaiseau, et François Alligou, de Corbeil ».

## La CGT décapitée et la fin de grève
Clemenceau décide alors des arrestations massives dans les rangs de la CGT, malgré l'attitude conciliante de Griffuelhes, le secrétaire général . Émile Pouget, Griffuelhes, Georges Yvetot (secrétaire de la Fédération des Bourses du travail), Amédée Bousquet, etc., sont arrêtés . Selon un article de 2008 d'Alternative libertaire:
« Les trois secrétaires de la fédération du Bâtiment [Rousselet, Péricat et Clément] sont réfugiés à Bruxelles. Le responsable de l'imprimerie confédérale, Pierre Monatte, se cache en Suisse. Quant à Henri Dret, secrétaire de la fédération des Cuirs et Peaux, il est mis aux arrêts à l’hôpital où, blessé par balle, il a été amputé d’un bras. La CGT est décapitée. »

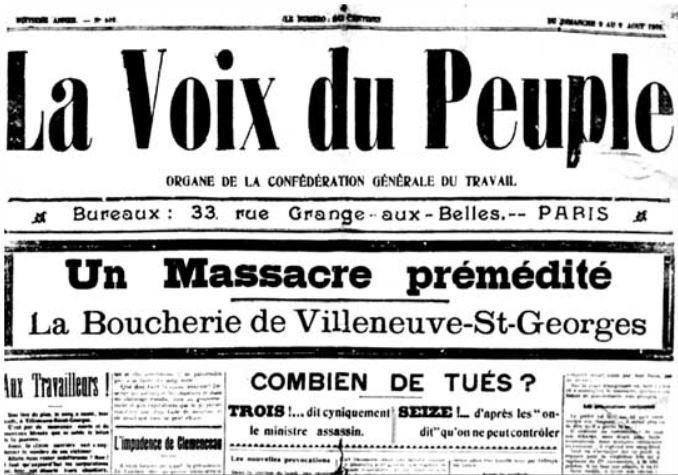
Journal La voix du peuple, début août 1908. Le ministre est traité d'"assassin".

Réuni rue de la Grange-aux-Belles à Paris, le comité confédéral de la CGT appelle alors à la grève générale pour le 3 août: échec complet ,, seule la fédération du bâtiment suivant le mot d'ordre . Le 4 août 1908, les grévistes acceptent les propositions patronales, 5 centimes d'augmentation, la journée de 10 heures, l'application de la loi sur le repos hebdomadaire et suppression des débits de boisson des contre-maîtres . Ces améliorations sont toutefois inférieures aux exigences de départ ; le syndicat, notamment, n'est pas reconnu par la Société des carrières . Le 8 août, les grévistes reprennent le travail .

## Congrès de Marseille et amnistie de 1909
Les 31 dirigeants inculpés de la CGT bénéficient d'un non-lieu le 30 octobre 1908 (y compris ceux jugés par contumace). En revanche, huit syndicalistes accusés de violences sont condamnés à la prison ferme . 
Mais au sein de la centrale syndicale, les réformistes en ont profité pour prendre l'ascendant . En effet, le congrès de Marseille de la confédération se tient du 5 au 12 octobre 1908, en l'absence des détenus . Le Comité confédéral est attaqué, sans donc pouvoir se défendre . Appuyé par Merrheim et Luquet, Albert Bourderon, de la Fédération des Bourses du travail, tente cependant de le justifier, en soulignant la nature spontanée du mouvement. 
Selon Édouard Dolléans (1939), « la démission de Victor Griffuelhes, le 2 février 1909, marque le brusque arrêt des temps héroïques du syndicalisme révolutionnaire. Cette démission révèle la crise que traverse le syndicalisme français. »
Dix jours plus tard, la Chambre des députés vote à la quasi-unanimité l'« amnistie pleine et entière pour faits de grèves et faits connexes relatifs à la grève de Vigneux et aux événements de Draveil-Vigneux et Villeneuve-Saint-Georges du 2 mai 1908 au 15 janvier 1909 » (451 voix contre 5) ; ce qui souligne au passage que malgré la reprise du travail en août 1908, des troubles épars ont continué jusqu'en janvier 1909.

## Provocation?

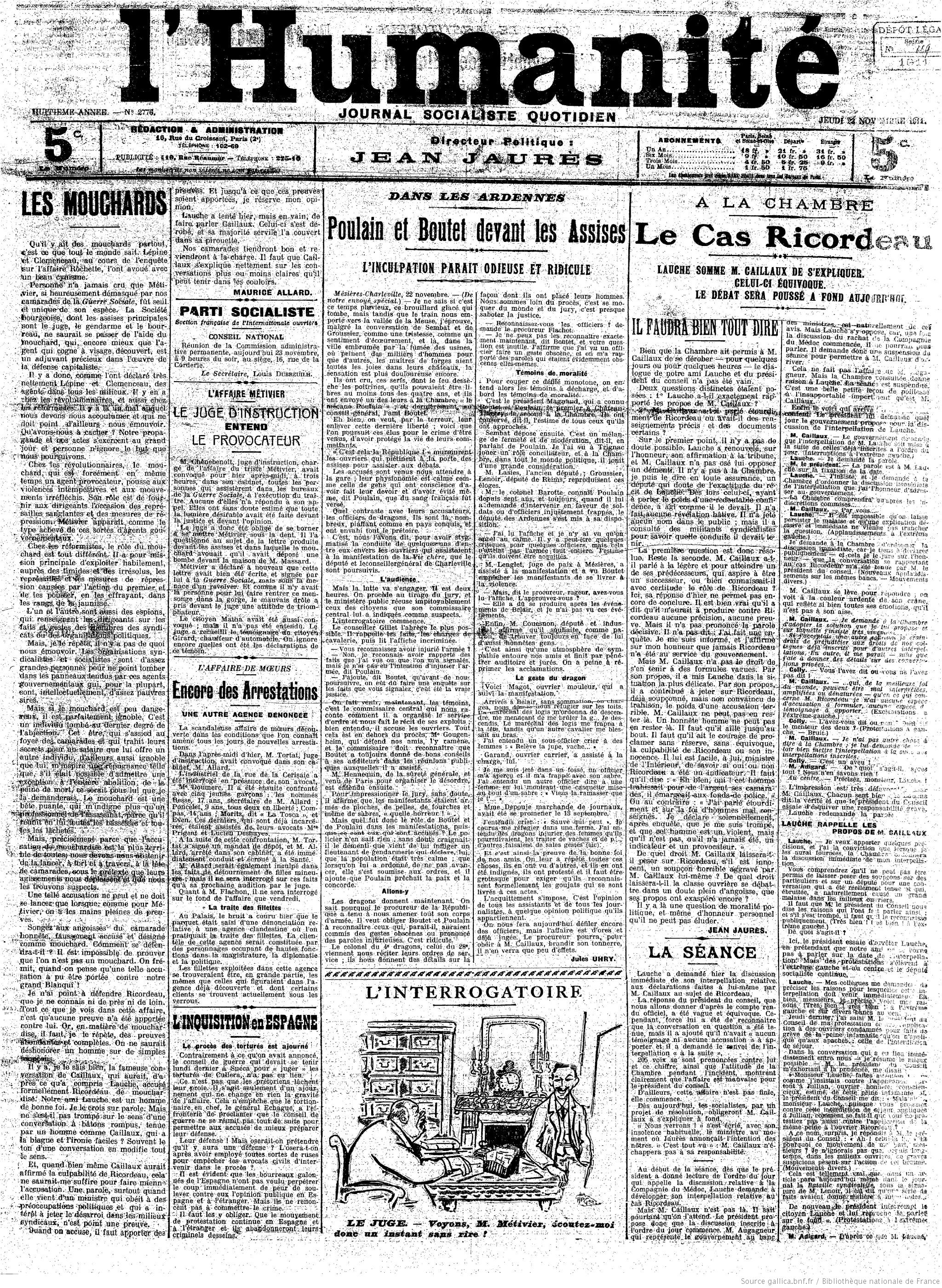
« Les mouchards » (Maurice Allard), « Le Cas Ricordeau » (Jean Jaurès) et une caricature de Métivier devant le juge: la UNE de L'Humanité du 23 novembre 1911 est tout entière consacrée à l'affaire de l'agent provocateur Métivier et aux sous-entendus accusateurs lâchés par le président du Conseil et ministre de l'Intérieur Joseph Caillaux au député Lauche contre l'autre ouvrier, Ricordeau, qui tente maladroitement de se rétracter. Allard et Jaurès s'émeuvent de telles accusations graves, demandant des preuves solides avant de les formuler. Caillaux est mis en difficulté à la Chambre, plus de 200 voix votant contre lui. Ricordeau, condamné à l'interdiction de séjour, sera finalement lavé de tout soupçon concernant ses agissements avec la police, contrairement à Métivier.

En 1911, on accusera Georges Clemenceau, alors président du Conseil et ministre de l'Intérieur, et par ailleurs radical-socialiste, d'avoir infiltré des agents provocateurs qui auraient été à l'origine de la violence afin de discréditer la CGT et d'arrêter ses principaux dirigeants. Il sera ainsi surnommé l'« Empereur des Mouchards » ou « Clemenceau-Villeneuve-Saint-Georges ».
Des rumeurs insistantes feront état d'un agent provocateur, Luc Métivier, syndicaliste de la CGT, qui aurait été payé par les Renseignements généraux afin de permettre à Clemenceau de dissoudre la CGT révolutionnaire qu'il abhorrait . La Guerre sociale publiera en effet ses aveux le 26 juillet 1911 . La Chambre des députés examinera l'affaire le 23 novembre 1911 .
L'enquête historique de Jacques Julliard (Clemenceau, briseur de grèves), relativise toutefois cette théorie. Métivier a effectivement été mis en contact avec la police, étant reçu par Clemenceau le 20 mai 1908 , fait reconnu par Clemenceau lui-même à la Chambre (ainsi qu'au Temps le 25 novembre 1911 ), et payé 300 francs (selon Clemenceau ) par la Sûreté générale de Célestin Hennion . Métivier faisant partie des grévistes les plus virulents, son arrestation le 27 juillet 1908 avec d'autres manifestants avait provoqué la grève générale du 30 juillet. L'historien de la police Jean-Marc Berlière note:
« Le plus piquant de l'affaire tient à ce que la qualité d'informateur de la Sûreté de Métivier fut, vraisemblablement, révélée à la Guerre sociale par la Préfecture de police dans le but d'embarrasser Hennion, le directeur de la Sûreté générale qui ambitionnait la succession de Lépine à la PP et se présentait comme un policier essentiellement occupé de police judiciaire. »
Métivier fut impliqué dans d'autres grèves (grève de la raffinerie Say, grève des coloristes de Clichy, grève de la compagnie des Tramways du Nord) et on s'aperçut « qu'à la suite de chaque séance du Comité confédéral des rapports parvenaient à la préfecture de police. »
Cependant, Julliard cite Raymond Péricat, secrétaire de la Fédération du bâtiment, qui critique ce qu'il assimile à une théorie du complot:
«  Ce qui est contestable, c'est l'importance (…) donnée (…) au rôle soi-disant joué par le traître Métivier (…) Métivier n'a en rien influencé sur les événements, sur les décisions (…) En faisant de Métivier un mouchard hautement qualifié et de Clemenceau un machiavélique homme d'État, que faisait-on de la Fédération du bâtiment, de son Comité fédéral et de ses militants? »
En fin de compte, Clemenceau, tout comme Viviani, préfèrerait plutôt favoriser une tendance moins dure à la CGT, poussant à ce que celle-ci abandonne le vote par membres (un membre = une voix) au profit d'un vote par syndicat (une fédération = une voix) . C'est d'ailleurs ce qui va se passer: la CGT va progressivement abandonner le syndicalisme révolutionnaire, en accueillant la Fédération des mineurs, qui est rétive à cette orientation fondée sur la grève générale comme tactique révolutionnaire.

## Extension de la grève à la fonction publique en 1909
Le phénomène gréviste s'étend. En mars 1909, des grèves touchent la poste et le télégraphe. Or, les agents des PTT étant agents de l'État, n'auraient pas selon le gouvernement, le droit de grève, en vertu d'un principe de continuité de l'État. À la suite de révocations ciblées sur les leaders du mouvement gréviste du mois de mars, promoteurs de la constitution d'un syndicat, le 11 mai des postiers votent la grève générale. Dès le premier jour 228 révocations sont prononcées par le gouvernement. En plusieurs "fournées", plus de 400 autres révocations suivent. La grève échoue et les syndicalistes sont poursuivis en justice.
Le socialiste Jaurès et le radical Clemenceau, deux grands orateurs, s'affrontent au cours d'un débat houleux à la Chambre des députés au sujet du droit de grève des fonctionnaires. Clemenceau se dit favorable à un statut de la fonction publique, mais reste hostile au droit syndical et au droit de grève. Le président du Conseil est soutenu par la chambre (454 voix pour et 69 contre). Droit syndical et "droit" de grève ne seront formellement reconnus pour l'un et admis pour le second, dans la fonction publique, qu'après la Seconde Guerre mondiale par les constituants de la quatrième République. Le Conseil d'État sera amené à établir une jurisprudence quant à leur application.

## Commémorations

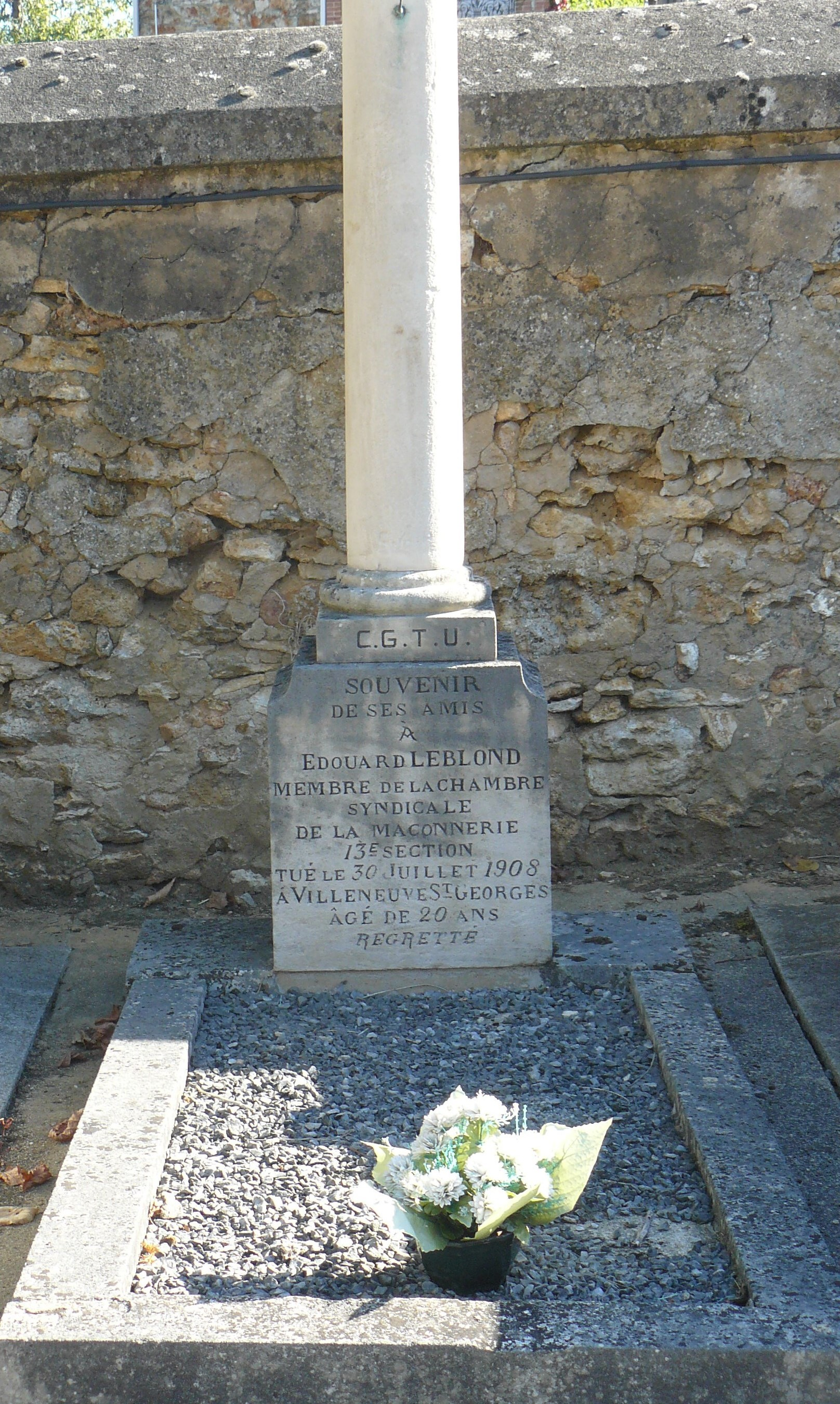
Sépulture à Palaiseau de l'ouvrier Édouard Leblond

À partir de 1909 la "grève sanglante" des carriers et sabliers de Vigneux- Draveil et les événements de Villeneuve-Saint-Georges sont commémorés par le mouvement ouvrier. La CGT inaugure le 3 juin 1909, au cimetière de Villeneuve-Le-Roi, un monument en forme d'obélisque élevé, par souscription nationale, sur la tombe de Pierre Le Foll, sur lequel on peut lire: « Le temps passe… et la Liberté » . Il existe par ailleurs une avenue Pierre Le Foll à Villeneuve-le-Roi .
 Une autre victime des tueries de Villeneuve-Saint-Georges, un ouvrier maçon de 20 ans, Édouard Leblond, est inhumé le 16 août 1908, après un cortège où le drapeau rouge fut déployé au cimetière de Palaiseau, où sa tombe porte encore aujourd'hui un texte gravé dans la pierre rappelant les circonstances de sa mort :
« CGTU Souvenir de ses amis à Édouard Leblond, membre de la Chambre syndicale de la Maçonnerie, 13e section, tué le 30 juillet 1908 à Villeneuve-St-Georges, âgé de 20 ans. Regretté. »

## Mémoire et histoire
Ces événements trouvent un écho littéraire dans un des ouvrages qu'Henry Poulaille publie dans les années 1930. Le chef de file de la littérature prolétarienne dans le cadre d'un cycle romanesque autobiographique et social, nommé Le Pain quotidien, aborde la période 1906-1910 dans Les Damnés de la terre. Un des personnages, terrassier parisien, participe à la marche du 30 juillet 1908 et raconte : 
- On se trouvait à Vigneux, drapeau rouge en tête, nous autres de la terrasse. On était les plus nombreux avec les maçons, il y avait un monde fou, on était venu de partout en train en tram. (…) Il faisait beau. Ah ! nom de Dieu! beau et chaud ! Mais on était fiers d'être nombreux, plus de dix mille, mon vieux ! Et on commence les discours, plutôt, on allait commencer, voilà que les dragons arrivent de Villeneuve-Saint-Georges. On barre la route, ils passent par les champs, vers les sablières, (…)[26]

Trente ans encore et c'est l'historien Jacques Julliard qui dans un livre de la célèbre "collection Archives" : Clemenceau, briseur de grèves (1965), rouvre le dossier de la grève de Vigneux-Draveil et celui des méthodes de celui qui s'affiche le premier flic de France. 
Le 21 juin 2003, la section du bâtiment de la Confédération nationale du travail de Paris a apposé une plaque commémorative à l'Auberge Fleurie, rue Jean Corringer, à Vigneux .